# برغو
برغو هي قرية في مقاطعة كوثر، إيران. عدد سكان هذه القرية هو 70 في سنة 2006.